# Trupanea radifera
Trupanea radifera är en tvåvingeart som först beskrevs av Daniel William Coquillett 1899.  Trupanea radifera ingår i släktet Trupanea och familjen borrflugor. Inga underarter finns listade i Catalogue of Life.